# Propriété collective
La propriété collective est la propriété des actifs industriels ou des terres par tous les membres d'un groupe pour le bénéfice de tous ses membres,. Elle se distingue de la propriété commune, qui implique le libre accès, la détention commune des actifs et la négation de la propriété.
La propriété collective des moyens de production est la caractéristique qui définit le socialisme marxiste : la propriété collective peut se référer à l'appropriation par l'ensemble de la société, à l’appropriation coopérative par les membres d'une organisation, ou à la nationalisation des moyens de production par l’État au détriment des entreprises privées. 
Étendue à l'ensemble d'un pays, la propriété collective des moyens de production s'oppose à l'économie de marché et caractérisait par exemple l'URSS. Envisagée de façon complémentaire et non hostile à la propriété privée, elle se réfère à la propriété de groupe (par exemple à une organisation coopérative) de façon distincte de la propriété publique.
Exemple : jardin public ; société coopérative ; économie administrée.